# كرة القدم في البحرين
كرة القدم في البحرين هي الرياضة الأكثر شعبية في مملكة البحرين، ولها اتحاد رسمي يعرف بالاتحاد البحريني لكرة القدم٫ والذي أسس عام 1957 ويرأسه حاليا الشيخ علي بن خليفة آل خليفة.

## التاريخ

### المنتخب البحريني لكرة القدم
يلقب المنتخب البحريني بالأحمر، وشارك في بطولة كأس آسيا لكرة القدم 5 مرات وحقق المركز الرابع عام 2004.

### المنتخب البحريني لكرة القدم للسيدات
أسس المنتخب البحريني للسيدات عام 2003، وهو أول منتخب نسائي في الخليج. لكنه لم يبدأ مشاركاته الرسمية إلا عام 2007 أمام منتخب المالديف لكرة القدم للسيدات.